# Allogonia indutula
Allogonia indutula är en insektsart som beskrevs av Young 1977. Allogonia indutula ingår i släktet Allogonia och familjen dvärgstritar. Inga underarter finns listade i Catalogue of Life.